# Scott-Marcondes Cesar-Fadenp São José dos Campos/Saison 2007
Erfolge und Mannschaft des Teams Scott-Marcondes Cesar-Fadenp São José dos Campos in der Saison 2008.

## Saison 2007

### Erfolge in der UCI America Tour
In den Rennen der Saison 2007 der UCI America Tour gelangen die nachstehenden Erfolge.
| Datum            | Rennen                                          | Kat. | Sieger                |
| 7. Januar        | Copa América de Ciclismo                        | 1.2  | Nilceu dos Santos     |
| 12. April        | 2. Etappe Volta do Rio de Janeiro               | 2.2  | Matías Médici         |
| 15. April        | 5. Etappe Volta do Rio de Janeiro               | 2.2  | Nilceu dos Santos     |
| 11.–15. April    | Gesamtwertung Volta do Rio de Janeiro           | 2.2  | Matías Médici         |
| 22. April        | 1. Etappe Volta do Estado de São Paulo          | 2.2  | Nilceu dos Santos     |
| 26. April        | 5. Etappe Volta do Estado de São Paulo          | 2.2  | Magno Nazaret         |
| 22.–29. April    | Gesamtwertung Volta do Estado de São Paulo      | 2.2  | Magno Nazaret         |
| 15. Juni         | Brasilianische Meisterschaft – Einzelzeitfahren | NC   | Pedro Nicácio         |
| 17. Juni         | Brasilianische Meisterschaft – Straßenrennen    | NC   | Nilceu dos Santos     |
| 15. November     | 1. Etappe Tour de Santa Catarina                | 2.2  | Mannschaftszeitfahren |
| 16. November     | 2. Etappe Tour de Santa Catarina                | 2.2  | Alex Diniz            |
| 18. November     | 4. Etappe Tour de Santa Catarina                | 2.2  | Alex Diniz            |
| 21. November     | 7. Etappe Tour de Santa Catarina                | 2.2  | Alex Diniz            |
| 15.–25. November | Gesamtwertung Tour de Santa Catarina            | 2.2  | Alex Diniz            |

### Mannschaft
| Name              | Geburtstag         | Nationalität |
| ----------------- | ------------------ | ------------ |
| Luiz Amorim       | 29. Juli 1977      | Brasilien    |
| Alex Diniz        | 20. Oktober 1985   | Brasilien    |
| Soelito Gohr      | 14. September 1973 | Brasilien    |
| André Grizante    | 26. Dezember 1976  | Brasilien    |
| José Junior       | 20. November 1988  | Brasilien    |
| Márcio May        | 22. Mai 1972       | Brasilien    |
| Matías Médici     | 29. Juni 1975      | Argentinien  |
| Fabrício Morandi  | 28. April 1981     | Brasilien    |
| Mauricio Morandi  | 28. April 1981     | Brasilien    |
| Magno Nazaret     | 17. Januar 1986    | Brasilien    |
| Pedro Nicácio     | 13. Oktober 1981   | Brasilien    |
| Daniel Rogelin    | 13. Oktober 1972   | Brasilien    |
| Nilceu dos Santos | 14. Juli 1977      | Brasilien    |
| Valcemar Silva    | 27. Februar 1968   | Brasilien    |